# Gibson Amphitheatre
Le Gibson Amphitheatre est un amphithéâtre moderne d'une capacité de 6 189 places accueillant des spectacles à Los Angeles en Californie.

## Présentation
Amphithéâtre Gibson se situe au 100 Universal City Plaza, à Los Angeles, Californie 91608. Il se situe à l'intérieur de l'Universal Studios Hollywood.
En 1970, la salle était ouverte et sa capacité était de 5200 places. En 1980, un toit acoustique est installé et la capacité passe à 6251 places.
La salle est détruite le 25 septembre 2013.

## Événements
Le premier spectacle est interprété par la troupe de Broadway Jesus Christ Superstar, le 28 juin 1972.